# Bajor Gizi
Bajor Gizi, született Beyer, később Bayor Gizella (Budapest, VII. kerület 1893. május 19. – Budapest, 1951. február 12.) Kossuth-díjas magyar színművész, kiváló művész, a Nemzeti Színház örökös tagja. Egykori villája ma a Bajor Gizi Színészmúzeum.

## Élete
Nagyapja Görgey vezérkari főnöke volt, nagyanyja Weiss von Hortenstein bárónő. Sváb gyökerekkel rendelkező apja, Beyer Marcell kint nevelkedett Németországban — bányamérnök volt, aki eszes és becsületes ember létére jóhiszemű volt — »jó barátai» unszolására otthagyta a jó állását és a budapesti Kálvin téren átvette a régi jó hírű Báthory-kávéházat, amibe hamarosan belebukott, és a Beyer-család ínségbe jutott. Édesanyja a szlovén-olasz származású Valenčič Ágnes volt.
A Gizi nevet Szentesy Lajostól, a színiakadémia főtitkárától kapta, eredetileg – és az általa, a polgári életben is így használt – Bayor vezetéknévvel, ami később, Schöpflin Aladár 1930-as Színművészeti lexikonjában Bajorként jelent meg. A színházi életben Bálint Lajos, a Nemzeti Színház dramaturg-titkára honosította meg e nevet. 
Gizi az Angolkisasszonyoknál nevelkedett, majd a család anyagi összeomlása után tőlük a színitanodába ment, anélkül, hogy szükségesnek tartotta volna a családját megkérdezni, helyeslik-e döntését. Eltitkolva mindent otthon, elment a színiakadémiára. és ott elszavalta Szép Ernő Gyermekjátékok című versét, melyet Gizi imádója, Sztrakoniczky Károly kezdő újságíró még szinte tintától nedvesen kért el a költőtől. Így került 1911-ben a Színművészeti Akadémiára, ahol 1914. március 28-án vizsgázott Szigligeti Nőuralomjában. Többek közt Gál Gyula, Csillag Teréz és Molnár László tanítványa volt. Nagy sikert aratott, a Vígszínház szerződést ajánlott neki azonnal, de Tóth Imre nem engedte — megtartotta a Nemzeti Színháznak, és első fellépése a Kicsinyek című vígjátékban volt. Az intézménynek két évad kivételével (1924–1925: Magyar Színház) haláláig tagja maradt.
1920. augusztus 2-án Budapesten házasságot kötött a nála kilenc évvel idősebb Vajda János Ödön ügyvéddel (Vajda Ignác és Friedmann Rózsa fiával), a frigy 1927-ben válással végződött.
1924 tavaszán két színház is elkezdte csábítani: a Víg és a Magyar. Nem a választás volt nehéz, de — elhagyni a Nemzeti Színházat; a csábítók azonban olyan gázsit ígértek, ami szédített. Csaknem belebetegedett a töprengésbe és a nagy szenvedésbe, de aztán Hevesi Sándor igazgató, látva a helyzetet, maga tanácsolta, hogy menjen csak és bármikor akar visszajönni — mindig várja a színház. 1924. október 10-én Shaw Johannájában lépett fel, mint a Magyar Színház tagja, de már 1925. szeptember 1-én ismét a Nemzetinél találjuk, október 1-én lépett fel először a Kamara Színházban, Miklós Jenő Mókusok című vígjátékában. Egyik támasza volt a két színház műsorának és nagy jelentőségének és értékének bizonysága, hogy 1928 februárjában kinevezték a Nemzeti Színház örökös tagjának.
1929. március 12-én Budapesten, az Erzsébetvárosban hozzáment Paupera Ferenc országgyűlési képviselőhöz, a Földhitelbank vezérigazgatójához. A bankár tönkremenetele és vagyonmentő kísérleteinek kudarca után, 1932-ben elváltak.
Villájában – amely ma a Bajor Gizi Színészmúzeum épülete – a második világháború alatt zsidókat bújtatott, itt rejtegette első és harmadik férjét, Germán Tibor orvosprofesszort is.
Sok kitüntetést kapott. A háború előtt a Corvin-koszorút, 1948-ban pedig a legelső Kossuth-díjak egyikét.
1951-ben a megzavarodott Germán Tibor attól félve, hogy feleségét súlyos betegségek (siketség és agydaganat) fenyegetik, megölte, majd magával is végzett. Germán Tibor azt gondolta, hogy Bajor Gizi nem hall rendesen az egyik fülére, és hamarosan meg fog süketülni, így abba kell hagynia a színjátszást, ami az élete. Ezért úgy döntött, hogy a napi vitamin injekció helyett, amit feleségének be szokott adni minden reggel, ezúttal mérget ad be a színésznőnek, majd magának is. Ezután egy papírlapra ráírta: betegen nem lehet élni, majd aláírta. A papírlapon szerepelt Bajor Gizi aláírása is, de később kiderült, azt a papírlapot aláírásokra szokta használni, és a rajongóknak osztogatni, tehát az aláírása ezért szerepelt a papíron, nem pedig azért, mert búcsúlevelet írt. Boncoláskor pedig kiderült, Bajor Gizinek nem volt semmi elváltozás a fülében, viszont Germán Tibor agykéregsorvadásban szenvedett.
2011-ben tévéfilm készült e tragikus eseményről Ármány és szerelem Anno 1951 címmel. Bajor halálának körülményeiről a régi jó barát, Csathó Kálmán írt rövid cikket az Ország-Világ 1958. 13. számában.
Keresztfia, Vajda Miklós, több művében ír a művésznőről.

## Művészete
Bár filmekben is szerepelt, sőt rendezett is, igazi sikereit a színpadon érte el.
Színpadi rutinja csodálatra méltó. Ennek kedves bizonysága volt, amikor egyik próbáján partnerével, Ódry Árpáddal előadott nagy drámai jelenetét úgy játszotta végig, hogy elmondva a szenvedélyes szerepet — azt játszotta, mintha Ódryt borotválná, — a művész tar fejére középen elválasztott frizurát is csinált képzeletben. Önmagáról különben ezt mondja egy írásában: — Tulajdonságaim? Rengeteget patienceozok. Igen lassan olvasok, elmélyedve. Sokat heverek a díványon és gondolkozom, töprengek. Kedvenc ételem nincs, öltözködni nem tartom fontosnak. Szeretek az uccán csatangolni. Ha rám szólnak, miért nem csípem ki magam, miért nem vagyok divatos, azt felelem: minek az? Ha bejjebb nem látnak...?"

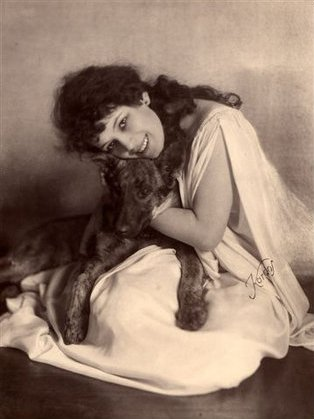
William Shakespeare: Rómeó és Júlia. Nemzeti Színház. Bemutató: 1918. június 7. Rendező: Hevesi Sándor. Júlia: Bajor Gizi

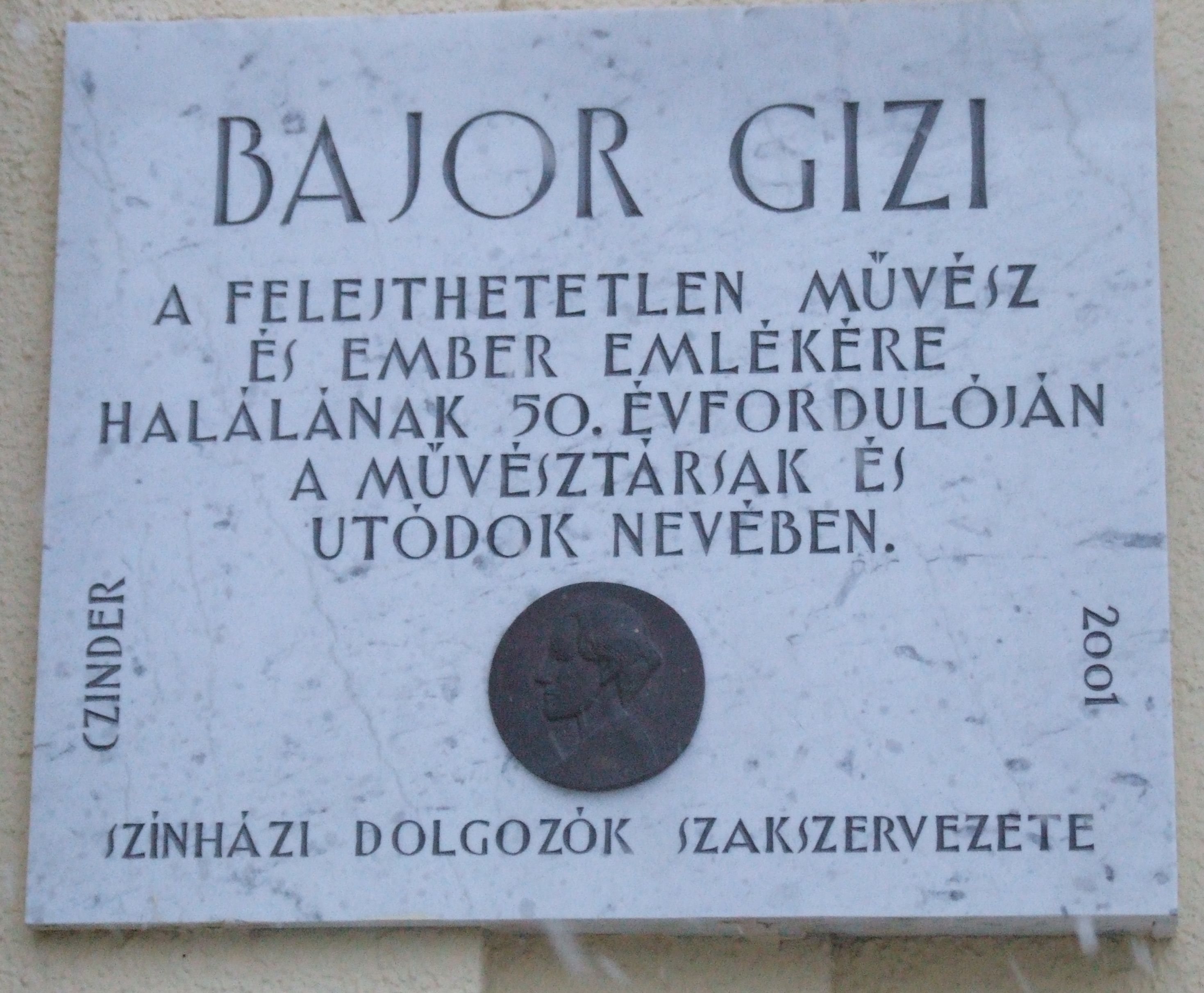
Emléktáblája: XII. kerület Stromfeld Aurél út 16. Az egykori villa ma színészmúzeum

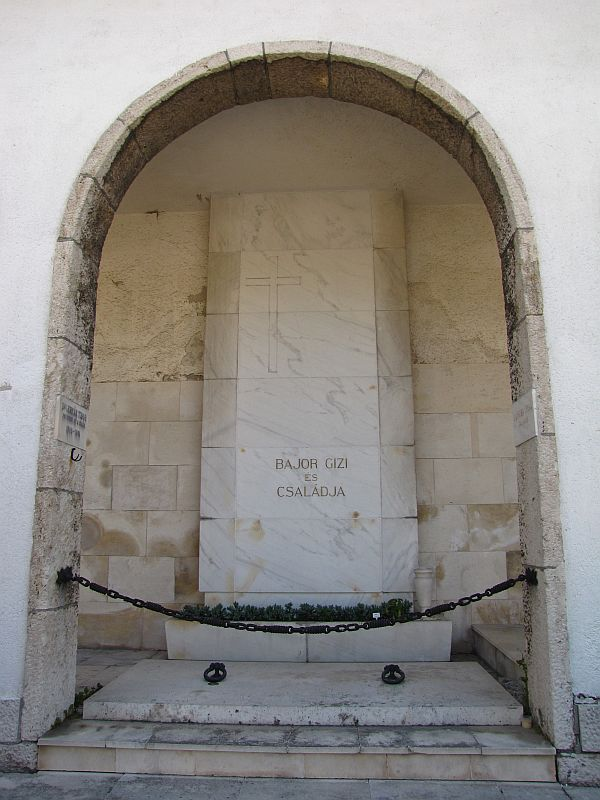
Bajor Gizi és családjának síremléke a budapesti Farkasréti temetőben

## Érdekességek
Egy diákszínházi előadás után, egy feltűnően zavarban lévő, beszédhibás epizódszereplőnek, Latinovits Zoltánnak javasolta, hogy válassza a színészhivatást.

## Főbb szerepei
- Annuska (Gárdonyi Géza)
- Erzsébet (Bródy Sándor: A dada)
- Júlia (Shakespeare: Rómeó és Júlia)
- Klementina (Zilahy Lajos: Az utolsó szerep)
- Titánia (Shakespeare: Szentivánéji álom)
- Sárika (Zilahy Lajos: Süt a nap)
- Fruzsina (Zilahy Lajos: Zenebohócok)
- Minna (Gotthold Ephraim Lessing: Barnhelmi Minna)
- Anna (Dario Niccodemi: Hajnalban, délben, este)
- Leila (Szép Ernő: Azra)
- Zília (Heltai Jenő: A néma levente)
- Cecile (Herczeg Ferenc: Kék róka)
- Donna Diána (Moreto)
- Magdi (Bókay János: Négy asszonyt szeretek)
- Ásvayné ( Harsányi Zsolt: A bolond Ásvayné)
- Gauthier Margit (ifj. Alexandre Dumas: A kaméliás hölgy)
- Cleopatra (Shakespeare: Antonius és Cleopatra)
- Diana grófnő (Lope de Vega: A kertész kutyája)
- Anna (Tolsztoj–Volkov: Karenina Anna)
- Lady Milford (Friedrich Schiller: Ármány és szerelem)

### Ismertebb filmjei
- 100 000 koronás ruha (1929)
- Petőfi (1921)
- A megbűvöltek (1921)
- Rongyosok (1925)
- Az orvos titka (1930)
- Kacagó asszony (1930)
- Halló, Budapest (1935)
- Két fogoly (1937)
- A szűz és a gödölye (1941)

## Díjai
- a Nemzeti Színház örökös tagja (1925)
- Corvin-koszorú (1930)
- Szabadságrend (1945)
- Köztársasági Érdemrend Tisztikeresztje (1947)
- Kossuth-díj (1948)
- Kiváló művész (1950)

## Emlékezete
- 2023 óta nevét őrzi a 265059 Bajorgizi kisbolygó.[13]